# روما (اسطوره)

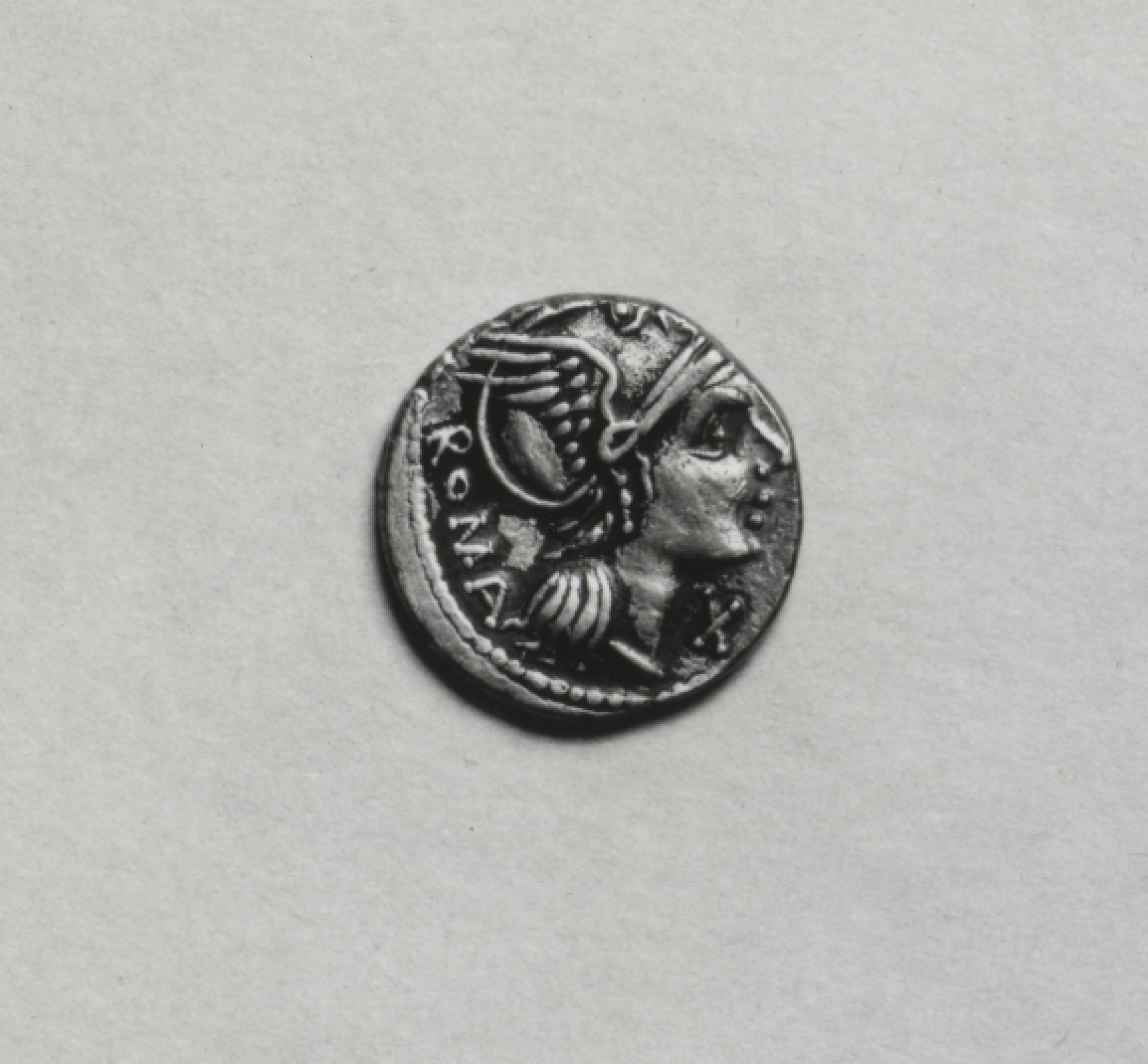
روما بر روی یک دناریوس

روما یا رومه در اساطیر روم و در دین سنتی رومیان، ایزدبانو یا الهه‌ای بود که تجسم انسانی شهر رم و در سطح وسیع‌تر تجسم دولت روم محسوب می‌شد و به عبارت دیگر الهه شهر رم یا الهه حامی امپراتوری روم بود. تصویر این ایزدبانو بر پایه‌های ستون معروف به آنتونیوس پیوس درج شده‌است.

## شرح
به روایت پیر گریمال، واژه روما به معنی نیرو و توان است و آن‌طور که پاره‌ای از نویسندگان نوشته‌اند، روما بانوی قهرمانی بود که نام او را بر شهر رم نهادند.

## روایت
بنا به روایتی مشهور، روما یا رومه از اسیران تروائی بود که همراه اولیس و انه پس از عبور از سرزمین مولوسه در ایلیری به ساحل تیبر راه یافت. کشتی اولیس را توفانی بدین ساحل افکنده و اسیران از این سرگردانی بسیار خسته بودند. روما اسیران را تحریک کرد کشتی را آتش بزنند و با این کار سفر آنان پایان یافت. این مسافران در پالاتن ساکن و شهر آنان چندان توسعه یافت که برای ابراز حقشناسی به بزرگداشت روما پرداختند.
مهاجرین تروا پس از آن که سرزمین آیندهٔ رم را تسخیر کردند، روما معبدی به افتخار فیدس در پالاتن و در محلی که بعدها رم در آن پدید آمد، بنا کرد و به همین جهت شهری را که در آن مکان ایجاد شد، به یاد روما یا رومه، رم نامیدند.

## روایات دیگر
در روایتی، روما دختر اسکانی [یا همان: آسکوینه] و نوه انه معرفی شده، امّا در روایتی دیگر، روما را نه دختر اسکانی، بلکه همسر وی دانسته‌اند و گفته‌اند که وی دختر تلف [همان تلفوس] و نوه هراکلس بوده‌است.
باز در روایتی دیگر، روما، دختر تلماک و خواهر لاتینوس معرفی شده‌است. همچنین در روایتی دیگر که با داستان‌های تروایی پیوندی ندارد، روما دختر اواندر یا دختر ایتالوس و لئوکاریا دانسته شده‌است.
سرانجام، بر مبنای روایتی دیگر، گروهی معتقد بودند که روما پیشگوئی بود که به اواندر دستور داد شهر پالاتن را که هستهٔ اصلی رم بود، بنا نهد.

## نکات دیگر
ویل دورانت از روما با عنوان الهه شهر رم نام برده‌است. وی همچنین از بازی‌ها و مسابقات قهرمانی بزرگی نام می‌برد که هیجان انگیزترین وقایع زندگی سالانه رومی بوده‌اند و عمدتاً در مواقع صلح برپا می‌شده‌اند و از جمله این مسابقات و بازی‌ها به «مسابقات روم» اشاره می‌کند که به افتخار شهر و الهه آن، روما برگزار می‌شده‌اند.
ویل دورانت در فرازهایی دیگر از کتاب مشهور خویش، تاریخ تمدن به روما و آیین‌های پرستش او در روم باستان اشاره می‌کند. وی از جمله ضمن اشاره به احیای کیش قدیم رومیان توسط آگوستوس و جانشینانش، می‌نویسد:
...[با اقدامات آگوستوس و جانشینانش]، مذهب قدیم هنوز نیرومند می‌نمود و خدایان جدید مانند آنونا (ذخیره غذا) [همان آنوناریا که الهه جمع‌آوری غلات و حبوبات بود]، خلق می‌کرد. [این اقدامات] در پرستش فورتونا و روما، حیاتی تازه دمید و از قانون نظم و جبر، با حدّت پشتیبانی می‌کرد.
ویل دورانت همچنین در فرازی دیگر از نوشته خویش، از تحمل و رواداری دولت روم نسبت به کیش‌های اجنبی و جدید سخن می‌گوید و اشاره می‌کند که در مقابل این تحمل و رواداری، حاکمان و زمامداران روم از هر مذهب جدیدی می‌خواستند که نسبت به سایر ادیان رواداری از نوع رواداری حکومت نسبت به خود ایشان داشته باشند و در مناسک خود، نسبت به روح امپراتور و همین‌طور نسبت به الهه شهر رم، که روما نام داشت، کرنشی بکنند که نشان وفاداری آنان نسبت به دولت باشد.